# Puig de la Font (Vilopriu)
El Puig de la Font és una muntanya de 114 metres que es troba al municipi de Vilopriu, a la comarca catalana del Baix Empordà.